# Pataus syndrom
Pataus syndrom är ett sällsynt syndrom som innebär en svår intellektuell funktionsnedsättning. Syndromet beror på ett felaktigt antal kromosomer i kroppens celler. Dessa innehåller tre, i stället för det normala två, exemplar av kromosom 13. Syndromet hör således till den grupp genetiska rubbningar som kallas trisomier, av vilka Downs syndrom, som beror på en tredje kromsom 21 i cellerna, är den vanligaste och mest kända.

## Förekomst
Varje år föds det cirka 10 barn med Pataus syndrom i Sverige, detta utgör ungefär ett av 8 000–12 000 nyfödda barn. Uppskattningsvis finns ett 50-tal nu levande personer med syndromet i landet.

## Ärftlighet
Syndromet är oftast inte ärftligt, men vid cirka 10 % av fallen orsakas syndromet av en balanserad translokation hos en av föräldrarna, då är risken mycket stor att föräldrarna får flera barn som drabbas av Pataus syndrom.

## Symtom
Pataus innebär utvecklingsstörning, ofta grav samt flera olika missbildningar. Vanligt symtom är bland annat: mikroftalmi (outvecklade ögon), gomspalt och polydaktyli (övertaliga fingrar och/eller tår). Många barn har också ytliga hudinfektioner på huvudet.
Barn med syndromet är små vid födseln, medelvikt ligger på 2 600 gram. Barnen lider dessutom ofta av mikrocefali, vilket innebär en liten hjärna. De flesta har också olika former av missbildningar i hjärta, ögon, njurar, tarmar, skelett och könsorgan.
Liksom när det gäller de flesta kromosomavvikelser får barnen vissa gemensamma utseendemässiga drag. Ögonen ofta små, missbildade och tättsittande men kan också sitta brett isär. Öronen sitter lägre än normalt och är ofta något deformerade, hakan är liten, tänderna små och felställda. Ibland finns framtänder redan vid födseln. Bröstkorgen är smal och ryggraden ibland krökt.

## Livslängd
Pataus syndrom innebär oftast missfall eller kraftigt förkortad livslängd. De flesta barn med Pataus lever inte längre än en månad. Det finns dock något mildare versioner av trisomin som består i att endast vissa av cellerna har en överflödig kromosom eller att cellerna har en del av, men inte en hel, extra kromosom; även kallat mosaik. Då kan livsutsikterna i vissa fall vara lite godare. Det innebär trots detta oftast svår utvecklingsstörning samt epilepsi.